# Jennie Florin
Jennie Florin (* 17. Dezember 1979 in Trångsund, Schweden) ist eine ehemalige schwedische Handballspielerin, die dem Kader der schwedischen Nationalmannschaft angehörte.

## Karriere
Florin begann das Handballspielen im Alter von neun Jahren beim schwedischen Verein Haninge HK. Im Alter von 17 Jahren wechselte die Rückraumspielerin zum schwedischen Verein Skuru IK, mit dem sie in der Elitserien antrat. Nachdem Florin im Jahr 2001 mit Skuru IK die schwedische Meisterschaft gewonnen hatte, schloss sie sich den französischen Erstligisten Toulouse Féminin Handball an. Im darauffolgenden Jahr unterschrieb sie einen Vertrag beim Ligakonkurrenten Handball Cercle Nîmes. Mit Handball Cercle Nîmes  gewann sie in der Saison 2008/09 den EHF Challenge Cup. Florin beendete im Jahr 2010 aus Verletzungsgründen ihre Karriere.
Florin absolvierte zwischen 1999 und 2004 insgesamt 54 Länderspiele für die schwedischen Nationalmannschaft, in denen sie 122 Treffer erzielte. Mit der schwedischen Auswahl nahm sie an der Weltmeisterschaft 2001 in Italien und an der Europameisterschaft 2002 in Dänemark teil.